# Telecastic fake show
「Telecastic fake show」（テレキャスティック・フェイク・ショー）は、ロックバンド凛として時雨の1stシングル。2008年4月23日、インディーズレーベルの中野レコーズから発売された。

## 概要
- 通常盤およびライブ映像DVDつきの初回限定盤の2形態で発売。
- 本作は自主レーベルからのリリースにもかかわらず、オリコンのシングルチャートでトップ20入りを果たした。
- 表題曲タイトルの「Telecastic」は造語である。
- 表題曲はアーケードゲーム『太鼓の達人（新筐体版）』に収録されていた時期があったが、2017年3月15日をもって削除された。

## 収録曲
- 全作詞／全作曲：TK

| #  | タイトル                 | 作詞 | 作曲・編曲 | 時間  |
| -- | ------------------------ | ---- | ---------- | ----- |
| 1. | 「Telecastic fake show」 |      |            | 4：27 |
| 2. | 「Re:automation」        |      |            | 4：04 |
| 3. | 「24REVERSE」            |      |            | 5：07 |

| #  | タイトル            | 作詞 | 作曲・編曲 |
| -- | ------------------- | ---- | ---------- |
| 1. | 「nakano kill you」 |      |            |
| 2. | 「DISCO FLIGHT」    |      |            |
| 3. | 「Acoustic」        |      |            |
| 4. | 「想像のSecurity」  |      |            |
| 5. | 「感覚UFO」         |      |            |

## テレビ披露
2023年9月11日にフジテレビで放送された『Love music』にて「Telecastic fake show」をフル尺でテレビ披露した。